# Самітниця-рокерка!
Самітниця-рокерка! (яп. ぼっち・ざ・ろっく!, Боччі За Рокку!) — японська чотирипанельна манґа-серія, що публікується з грудня 2017 року, за авторством Акі Хамаджі.
Адаптація аніме-серіалу виробництва CloverWorks транслювалася з жовтня по грудень 2022 року та отримала визнання через візуальну креативність, а також комедію та зображення соціальної тривоги.
Видається в Україні видавництвом MAL'OPUS. Перший том вийшов у квітні 2024 року.

## Сюжет
Надзвичайно тривожна і невпевнена в собі Хіторі Ґото, яка не вміє спілкуватися, прагне стати рок-музикантом, попри всі труднощі, і водночас мріє про те, щоб одного дня знайти друзів. Несподівано вона отримує шанс зробити це після того, як Ніджіка Іджічі приймає її до свого новоствореного гурту Kessoku Band.

## Манґа
«Самітниця-рокерка!» написана та ілюстрована Акі Хамаджі. Манґа почала виходила в журналі Manga Time Kirara Max видавництва Houbunsha 19 грудня 2017 року як гостьова робота. Повноцінна серіалізація розпочалася в тому ж магазині 19 березня 2018 року. Станом на 25 жовтня 2024 року, манґу було зібрано в 7 танкобонів.
Yen Press отримали ліцензію на видання манґи англійською мовою у Північній Америці.
В Україні манґу видає видавництво MAL'OPUS. 
| № | Японською         | Японською              | Українською    | Українською            |
| № | Дата виходу       | ISBN                   | Дата виходу    | ISBN                   |
| - | ----------------- | ---------------------- | -------------- | ---------------------- |
| 1 | 27 лютого 2019    | ISBN 978-4-8322-7072-5 | 22 квітня 2024 | ISBN 978-617-8168-00-1 |
| 2 | 27 лютого 2020    | ISBN 978-4-8322-7170-8 | 18 липня 2024  | ISBN 978-617-8168-09-4 |
| 3 | 25 лютого 2021    | ISBN 978-4-8322-7252-1 | 26 грудня 2024 | ISBN 978-617-8168-25-4 |
| 4 | 26 серпня 2022    | ISBN 978-4-8322-7388-7 | серпень 2025   | ISBN 978-617-8168-59-9 |
| 5 | 26 листопада 2022 | ISBN 978-4-8322-7419-8 | —              | —                      |
| 6 | 25 серпня 2023    | ISBN 978-4-8322-7477-8 | —              | —                      |
| 7 | 25 жовтня 2024    | ISBN 978-4-8322-9581-0 | —              | —                      |

## Аніме

### Музика
Початковою темою серіалу є «Seishun Complex» у виконанні Ікуйо Кіта (Ікумі Хасеґава). Також є чотири фінальні теми: «Distortion!!!», яку також співає Ікумі Хасеґава з 1-3 серій, «Karakara» у виконанні Рьо Ямади (Саку Мізуно) з 4-7 серій, «Nani ga Warui» у виконанні Ніджіки Іджічі (Саюмі Судзушіро) з 8-11 серій, та «Korogaru Iwa, Kimi ni Asa ga Furu», кавер на однойменну пісню гурту Asian Kung-Fu Generation у виконанні Хіторі Ґото (Йошіно Аояма) у 12-й серії. У серіалі також були кілька вставок пісень, зокрема «Guitar to Kodoku to Aoihoshi» у 5-й серії, «Ano Bando» у 8-й серії, «Watashi Dake Yuurei» у 10-й серії, а також «Wasurete Yaranai» і «Seiza ni Naretara» у 12-й серії. Кожну з цих вставних пісень також співала Ікумі Хасеґава, окрім «Watashi Dake Yuurei», яку співала Кікурі Хірой (Саяка Сенбонґі).
Більшість з цих пісень мали цифровий сингл, випущений окремо на різних стрімінгових платформах у той самий день, коли відбулися їхні аніме-дебюти: «Seishun Complex» та «Distortion!!» 9 жовтня, «Karakara» 30 жовтня, «Guitar to Kodoku to Aoihoshi» 6 листопада, «Ano Bando» та «Nani ga Warui» 27 листопада, а «Wasurete Yaranai», «Seiza ni Naretara» та «Korogaru Iwa, Kimi ni Asa ga Furu» 25 грудня 2022. Повний сингл Seishun Complex, що включає трек «Hitoribocchi Tokyo» (використаний у тизер-відео серіалу) та інструментальні версії обох пісень, вийшов 12 жовтня 2022 року на цифрових платформах та у магазинах.
Повний альбом пісень гурту Kessoku Band під назвою Kessoku Band також вийшов у цифровому форматі 25 грудня, а згодом 28 грудня 2022 року — на фізичних носіях. Він містив 14 пісень, дев'ять з яких вперше були представлені в аніме як початкові, кінцеві та вставні композиції, тоді як решта були оригінальними піснями, ексклюзивними для альбому, або не були представлені в основному серіалі, такі як «Hitoribocchi Tokyo» та «Flashbacker» (перша була використана в тизерному відео, а друга — в постпрем'єрному пресрелізі).
22 травня 2023 року гурт Kessoku випустив сингл під назвою «Hikari no Naka e» з двома новими піснями. Напередодні релізу в Zepp Haneda відбувся концерт, присвячений святкуванню релізу за участю основного вокального складу гурту.

## Сприйняття
| Рік  | Нагорода                  | Категорія                                    | Номінанти                                                      | Результат   | Прим.  |
| ---- | ------------------------- | -------------------------------------------- | -------------------------------------------------------------- | ----------- | ------ |
| 2023 | 9th Anime Trending Awards | Аніме року                                   | Bocchi the Rock!                                               | Перемога    | [ 13 ] |
| 2023 | 9th Anime Trending Awards | Найкращий адаптований сценарій               | Еріка Йошіда                                                   | Перемога    | [ 13 ] |
| 2023 | 9th Anime Trending Awards | Епізод з найкращою режисурою та розкадровкою | Епізод 8: «Bocchi the Rock»                                    | Перемога    | [ 13 ] |
| 2023 | 9th Anime Trending Awards | Найкращий саундтрек                          | Bocchi the Rock!                                               | Перемога    | [ 13 ] |
| 2023 | 9th Anime Trending Awards | Найкращі актори озвучення                    | Аояма Йошіно, Судзушіро Саюмі, Мідзуно Саку, та Хасеґава Ікумі | Перемога    | [ 13 ] |
| 2023 | 9th Anime Trending Awards | Комедійне аніме року                         | Bocchi the Rock!                                               | Перемога    | [ 13 ] |
| 2023 | 9th Anime Trending Awards | Музичне аніме року                           | Bocchi the Rock!                                               | Перемога    | [ 13 ] |
| 2023 | 9th Anime Trending Awards | Аніме року у жанрі повсякденність            | Bocchi the Rock!                                               | Перемога    | [ 13 ] |
| 2023 | Japan Expo Awards         | Дарума за найкращий саундтрек                | Bocchi the Rock!                                               | Перемога    | [ 14 ] |
| 2023 | 13th Newtype Anime Awards | Найкраще телевізійне аніме                   | Bocchi the Rock!                                               | Перемога    | [ 15 ] |
| 2023 | 13th Newtype Anime Awards | Найкращий персонаж (жіночий)                 | Хіторі Ґото                                                    | Номінація   | [ 15 ] |
| 2023 | 13th Newtype Anime Awards | Найкращий персонаж (жіночий)                 | Ніджіка Іджічі                                                 | Номінація   | [ 15 ] |
| 2023 | 13th Newtype Anime Awards | Найкраща пісенна тема                        | «Seishun Complex» Kessoku Band                                 | Перемога    | [ 15 ] |
| 2023 | 13th Newtype Anime Awards | Найкраща пісенна тема                        | «Karakara» Kessoku Band                                        | Номінація   | [ 15 ] |
| 2023 | 13th Newtype Anime Awards | Найкращий саундтрек                          | Кікуя Томокі                                                   | Номінація   | [ 15 ] |
| 2023 | 13th Newtype Anime Awards | Найкращий режисер                            | Кеїчіро Сайто                                                  | Перемога    | [ 15 ] |
| 2023 | 13th Newtype Anime Awards | Найкращий дизайн персонажа                   | Kerorira                                                       | Друге місце | [ 15 ] |
| 2023 | 13th Newtype Anime Awards | Найкращий механічний дизайн                  | Bocchi the Rock!                                               | Друге місце | [ 15 ] |